# Ruščica
Ruščica (2001-ig „Rušćica”) falu Horvátországban, Bród-Szávamente megyében. Közigazgatásilag Klakar községhez tartozik.

## Fekvése
Bród központjától 5 km-re keletre, Szlavónia középső részén, a Szávamenti-síkságon, a Száva bal partján, Felsőverba és Gornja Bebrina között fekszik.

## Története
A település területe a régészeti leletek tanúsága szerint már az őskor óta folyamatosan lakott volt. Több település is volt a területén, melyek általában a Szávamenti síkságból kiemelkedő, az árvizektől védett helyeken feküdtek. Ezek egyike a temetőtől mintegy 450 méterre nyugatra, az INA termináltól nyugatra fekvő település volt, melyet 2009 májusában fedeztek fel felsőverbai lakosok. A bródi múzeumba került leletek általában a késő bronzkorból, az i. e. 13.-12. századból származnak, de találtak itt a vaskori La Téne-kultúrához tartozó, korongolt és finoman kidolgozott cserépedényt is. Egy másik település feküdt a falutól délnyugatra, a Száva partján, a „Glogove” lelőhelyen, egy enyhe magaslaton. Itt sok középkori kerámia mellett történelem előtti cseréptöredékek és kőeszközök is előkerültek. A Crni kanal csatorna mellett, a helyi focipályától délnyugatra is van egy magaslat (Crnice I), ahol kisszámú ókori, feltehetően római lelet mellett középkori kerámiákat és kőeszközöket is találtak. Innen nem messze a Crni kanal déli oldalán, a szántóföldön (Crnice II) szintén sok középkori cseréptöredék található, de itt is előkerült kisszámú, történelem előtti lelet. Az itteni fémművesség egyértelmű nyomai az alaktalan korrodált fémdarabok és némi salak. Az INA termináltól északra emelkedő magaslaton (Praulje) ugyancsak történelem előtti és középkori cseréptöredékek és néhány kőeszköz jelzik egy itteni település lélét.
A település helyén a középkorban három kis falu volt. Első említésekor 1422-ben „Alsorosnicha”, illetve „Kozephrusnicza” településeket említik, de bizonyosan létezett egy Felsőrusnica is, melyet megerősít, hogy 1428-ban már „Tres ville Hrwsnycza” néven három falut említenek. Három falut említenek 1453-ban („Felsewrusticza, Kezepse-, Also-”) és 1455-ben („Felsewhrwstycza, Kezepsew-, Also-”) is. 1489-ben „Hrwschycza”, 1498-ban „Rwsthycza” alakban találjuk. A tomicai uradalom része és vele együtt Névna várának tartozéka volt. Urai Borics bán leszármazottai voltak. Az uradalom névnai Treutel család után 1422-ben a lévai Cseh család birtoka lett. 1450-ben és 1453-ban Kórógyi János macsói bán zálogbirtoka lett, aki 1454-ben megvásárolta. Kórógyi János fia Gáspár a grabarjai Beriszló családnak adta zálogba. A Kórógyi család kihaltával Mátyás király Névna várával együtt 1472-ben monoszlói Csupor Miklósnak, majd az ő halálával 1474-ben Gábor kalocsai érseknek és testvérének Matucsinai Zsigmondnak adományozta. A török 1536-ban szállta meg és 150 évig török uralom alatt állt.
1698-ban „Rusics” néven, hajdútelepülésként 11 portával szerepel a török uralom alól felszabadított szlavóniai települések kamarai összeírásában. Az egyházi vizitáció jelentése szerint 1730-ban 15 ház és egy fakápolna állt a településen, ahol a bródi ferences atyák szolgáltak. 1746-ban két részre oszlott a település: Gornja Ruščicán 17 ház volt 159 lakossal, míg Donja Ruščicának 43 lakosa volt. 1737 után a Száván túlról újabb katolikus menekültek érkeztek ide. 1760-ban Donja Ruščicán 19 ház állt, melyekben 29 család élt 109 katolikus lakossal. Gornja Ruščicán 15 ház állt 18 családdal és 82 katolikus lakossal. Az 1765-ös jelentésben említik az új Ferrer Szent Vince kápolnát, ahol a plébániatemplom közelsége miatt csak a szent ünnepén mondtak misét. A 19. század elejére a korábbi Donja Ruščica lakossága Gornja Ruščicára települt át, így létrejött az egységes Ruščica település. A kiürített falu a maitól délkeletre feküdt ott, ahol ma a Selište nevű dűlő található.
Az első katonai felmérés térképén „Ruschicza (Gornia és Dolnia)” néven található. Lipszky János 1808-ban Budán kiadott repertóriumában „Russchicza (Gornya és Dolnya)” néven szerepel. Nagy Lajos 1829-ben kiadott művében „Rushcsicza (Gorna és Dolna)” néven 66 házzal, 359 katolikus vallású lakossal találjuk. A katonai közigazgatás megszüntetése után 1871-ben Pozsega vármegyéhez csatolták.
A településnek 1857-ben 522, 1910-ben 447 lakosa volt. Pozsega vármegye Bródi járásának része volt. Az 1910-es népszámlálás adatai szerint lakosságának 82%-a horvát, 9%-a magyar, 3%-a német anyanyelvű volt. Az első világháború után 1918-ban az új szerb-horvát-szlovén állam, majd később (1929-ben) Jugoszlávia része lett. 1991-től a független Horvátországhoz tartozik. 1991-ben lakosságának 99%-a horvát nemzetiségű volt. 2011-ben a településnek 1135 lakosa volt.

## Lakossága
| Lakosság változása | Lakosság változása | Lakosság változása | Lakosság változása | Lakosság változása | Lakosság változása | Lakosság változása | Lakosság változása | Lakosság változása | Lakosság változása | Lakosság változása | Lakosság változása | Lakosság változása | Lakosság változása | Lakosság változása | Lakosság változása |
| ------------------ | ------------------ | ------------------ | ------------------ | ------------------ | ------------------ | ------------------ | ------------------ | ------------------ | ------------------ | ------------------ | ------------------ | ------------------ | ------------------ | ------------------ | ------------------ |
| 1857               | 1869               | 1880               | 1890               | 1900               | 1910               | 1921               | 1931               | 1948               | 1953               | 1961               | 1971               | 1981               | 1991               | 2001               | 2011               |
| 522                | 449                | 378                | 373                | 411                | 447                | 410                | 458                | 534                | 571                | 711                | 811                | 937                | 1.002              | 1.145              | 1.135              |

## Gazdaság
Lakossága elsősorban a közeli Bródban, kisebb részük pedig magánvállalkozásokban dolgozik.

## Nevezetességei
- A Kisboldogasszony tiszteletére szentelt római katolikus plébániatemploma 1968 és 1970 között épült. A plébániát 1969-ben alapították. A mai templom elődjét, egy Ferrer Szent Vince kápolnát 1832-ben építették, amely 1964. április 13-án egy földrengésben súlyosan megrongálódott. A templom 17 méter hosszú és 10 méter széles, a harangtorony magassága 12 méter. Az oltár mögötti falfestmény Mária születését ábrázolja. Az oltárt a szentségtartóval kőből építették. A templomot utoljára 2008-ban renoválták.
- A Milec család saját állatkertet tart fenn a településen. Az 1990-es években alapították. 280 egyedet tartanak itt, amely 78 különböző állatfajhoz tartozik. A háziállatok mellett a kertben tigrisek, medvék, farkasok, sasok, majmok, krokodilok is vannak. A Horvát Köztársaság Kulturális Minisztériumának határozata szerint a sérült és jogilag védett állatok fogadására és gondozására regionális központként működik.
- A falu egyik rendezvénye a farsangi lovaglás, amelyet minden évben egy farsangi vasárnapon tartanak a ruščicai „Lipicanac” Lovas Egyesület szervezésében. Ezenkívül a Posavac NK-val együtt évente a Zvonko Mikolcevic emlékbajnokságot rendeznek Ruščica faluból származó első hősi halált halt személy tiszteletére.
- A honvédő háborúban elesett hősök emlékműve.

## Kultúra
KUD „Vez” Ruščica kulturális és művészeti egyesületet 1994. május 21-én alapították azzal a céllal, hogy ápolja és megőrizze a helyi hagyományokat, népszokásokat, népdalokat, néptáncokat, hasznos időtöltést biztosítson a helyi fiatalságnak. Az alapítás óta több mint 200 tagja volt az egyesületnek, melyen belül több szekciót is alapítottak. Így az egyesületnek tamburazenekara, ifjúsági csoportja, veterán csoportja, férfi énekkara, női énekkara, folklór csoportja van. Országszerte számos fesztiválon léptek már fel.

## Oktatás
A településen a bródi Vladimir Nazor elemi iskola négy osztályos területi iskolája működik.

## Sport
- NK Posavac Ruščica labdarúgóklub. 1948-ban alapították, a megyei 2. ligában szerepel.
- ŠK Ruščica sakk-klub